# Brownsea Island
Brownsea Island er en lille ø ud for Englands sydlige kyst i Dorset. Det meste af øen, som er ca. 3 km² stor, er udlagt som naturreservat. Her lever et stort tal af det almindelige egern, der ellers mange steder i England er fortrængt af det indførte grå egern.

## Spejderbevægelsen
Spejderbevægelsen har sin rod på øen, hvor Sir Robert Baden-Powell i 1907 holdt verdens første spejderlejr som en afprøvning af idéen. Dette førte til at han i 1908 grundlagde bevægelsen. Stedet besøges af denne årsag stadig ofte af spejdere fra hele verden.
I 2007 blev der afholdt en international lejr på øen for at markere spejderbevægelsens 100-årsdag.